# Época leptónica
En cosmología física, la época leptónica fue el periodo en la evolución temprana del universo en la cual los leptones dominaron la masa universal. Comenzó aproximadamente un segundo después del Big Bang, después que la mayoría de los hadrones y de los antihadrones se aniquiló mutuamente al final de la época hadrónica. Durante la época leptónica, la temperatura del Universo era todavía bastante elevada para crear neutrinos y pares electrón-positrón. En torno a 10 segundos después del Big Bang, la temperatura universal había disminuido al punto donde los pares electrón-positrón se aniquilaron gradualmente. Un residuo pequeño de electrones necesarios para neutralizar la carga del Universo permaneció junto con una corriente de neutrinos libres: un fenómeno importante de esta época fue el desacoplamiento de los neutrinos. La época de nucleosíntesis del Big Bang continúa en traslape con la época fotónica.